# Celina González
Celina González Zamora (16 tháng 3 năm 1929 – 4 tháng 2 năm 2015) là ca sĩ – nhạc sĩ người Cuba, chuyên về "música campesina", nhạc truyền thống vùng nông thôn Cuba. Bà được biết đến với khi hợp tác với Reutilio Domínguez trong tác phẩm A Santa Bárbara. Bản thu âm của bà và phiên bản của Celia Cruz trở thành hit. Celina và Reutilio soạn nhạc bài "Yo Soy el punto cubano". Bản thu âm này đã gặt hái nhiều thành công ở nhiều quốc gia trên thế giới. 
Celina sinh ngày 16 tháng 3 năm 1929 tại Jovellanos, Matanzas
Năm 16 tuổi, bà gặp Reutilio Toduez tại Santiago de Cuba. Họ cưới và hát cùng nhau cho đến khi Reutilio Toduez qua đời ở Guantanamo vào năm 1971. Năm 1948, họ bắt đầu làm việc với Ñico Saquito và ngày càng nổi tiếng trên đài phát thanh, phim ảnh và truyền hình. Họ biểu diễn ở New York với Beny Moré và Barbarito Diez. Năm 1964, bộ đôi ngừng biểu diễn cùng nhau. Celina trở thành nghệ sĩ độc tấu. Trong những năm sau đó, bà cùng con trai tên là Lázaro biểu diễn bài Campo Alegre. 
Âm nhạc chủ đạo là giai điệu nông thôn châu Âu, với lời bài hát dựa trên thi pháp của décima. Hình thức âm nhạc thường là punto cubano. Sau này, nhờ Ñico Saquito, bà theo đuổi phong cách son và guaracha.
Năm 1980, bà giành giải thưởng Disco de Plata của Egrem cho album Celina. Năm 1984, bà được trao giải Vanguardia Nacional cho sự nghiệp nghệ thuật và giành được chuyến đi đến Liên Xô và Bulgari cùng con trai. Năm 1984, bà giành giải Ca sĩ xuất sắc nhất tại Liên hoan âm nhạc quốc tế lần thứ 27 ở Cali, Colombia. Sau chuyến lưu diễn thành công ở châu Âu năm 1988, bà đã thu âm cho đài BBC. 
Album La rica cosecha và Desde La Habana te traigo được đón nhận và nhận đề cử. mặc dù không thành công, cho giải Grammy năm 2001 trong hạng mục 'Album Latin Truyền thống vùng Nhiệt đới xuất sắc nhất', cho CD Cincuenta años... como una reina. Cũng chính album trên đã giành chiến thắng giải thưởng Cubadisco năm 2001. Bà mất ngày 4 tháng 2 năm 2015, thọ 85 tuổi tại quê hương Cuba.

## Danh sách đĩa hát
Album
- La Rica Cosecha
- Desde la Habana te Traigo
- Cincuenta Años... Como una Reina

Nghệ sĩ đóng góp
- The Rough Guide to the Music of Cuba (1998, World Music Network)